# نیوبرن (آلاباما)
نیوبرن (به انگلیسی: Newbern) شهری در شهرستان هیل ایالت آلاباما است که مساحت آن ۳٫۰۲ کیلومتر مربع است و در سرشماری سال ۲۰۱۰ میلادی، ۱۸۶ نفر جمعیت داشته و تراکم جمعیتی آن، ۶۱٫۵۹ نفر در هر کیلومتر مربع بوده است.

## نگارخانه

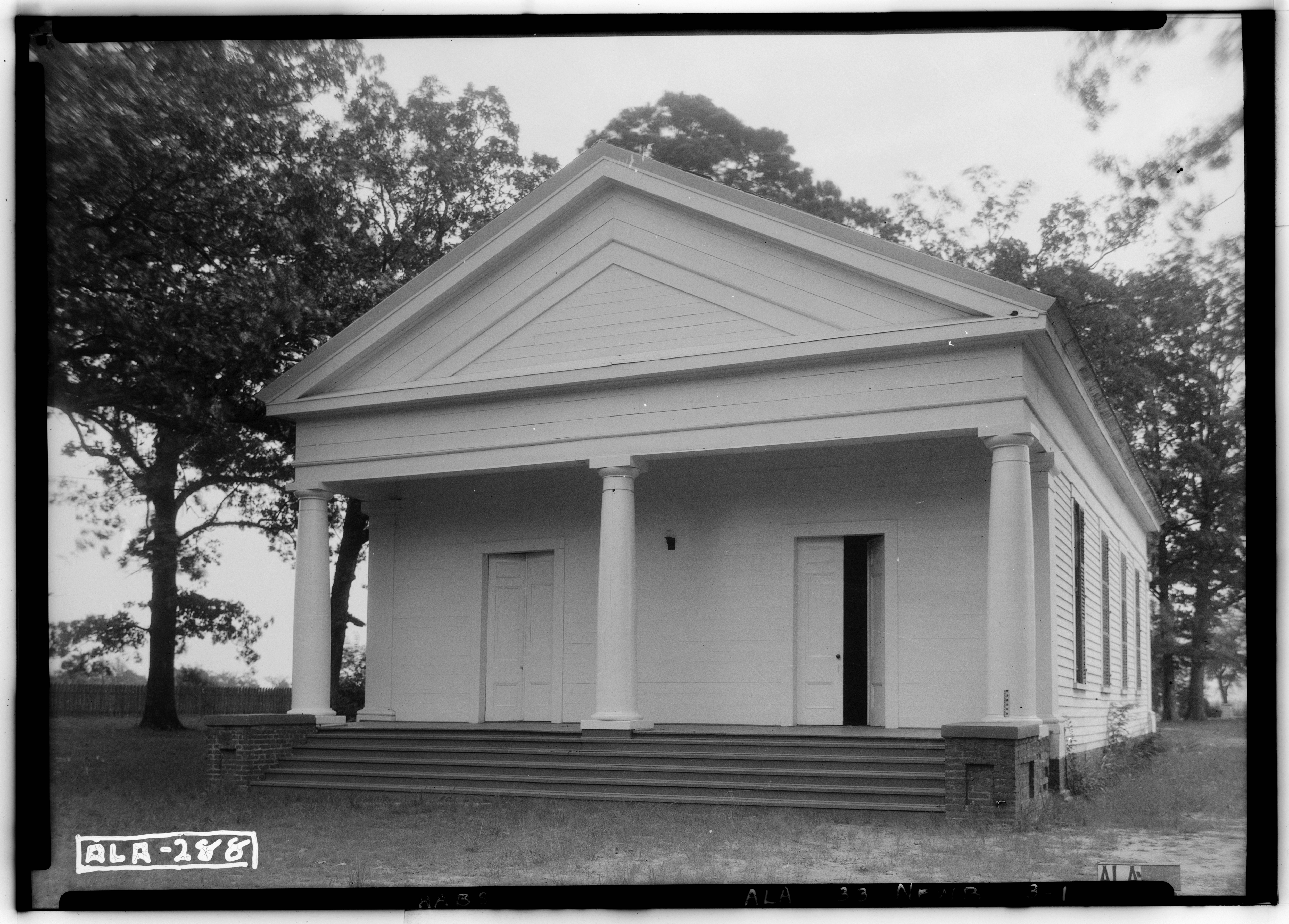
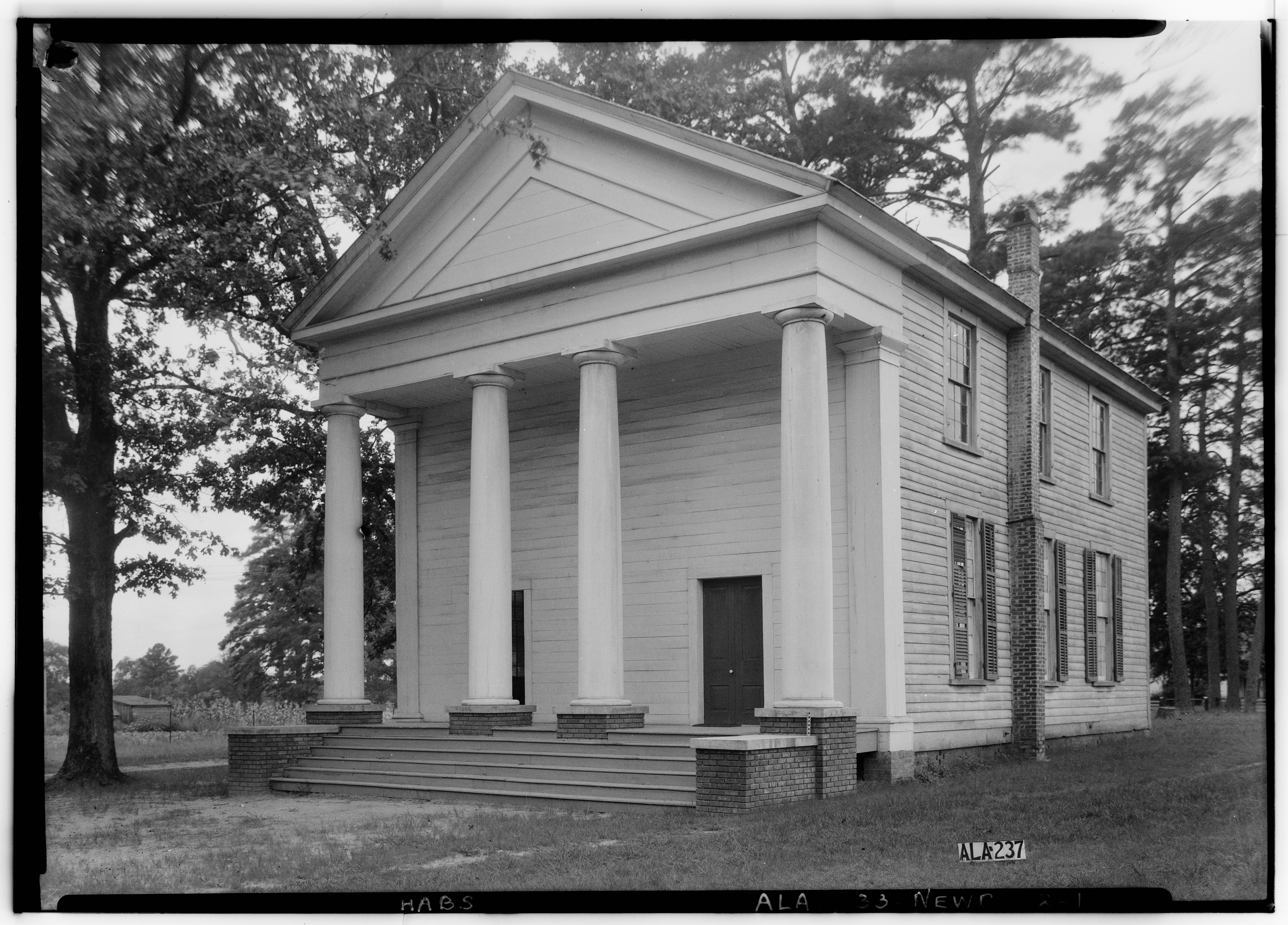
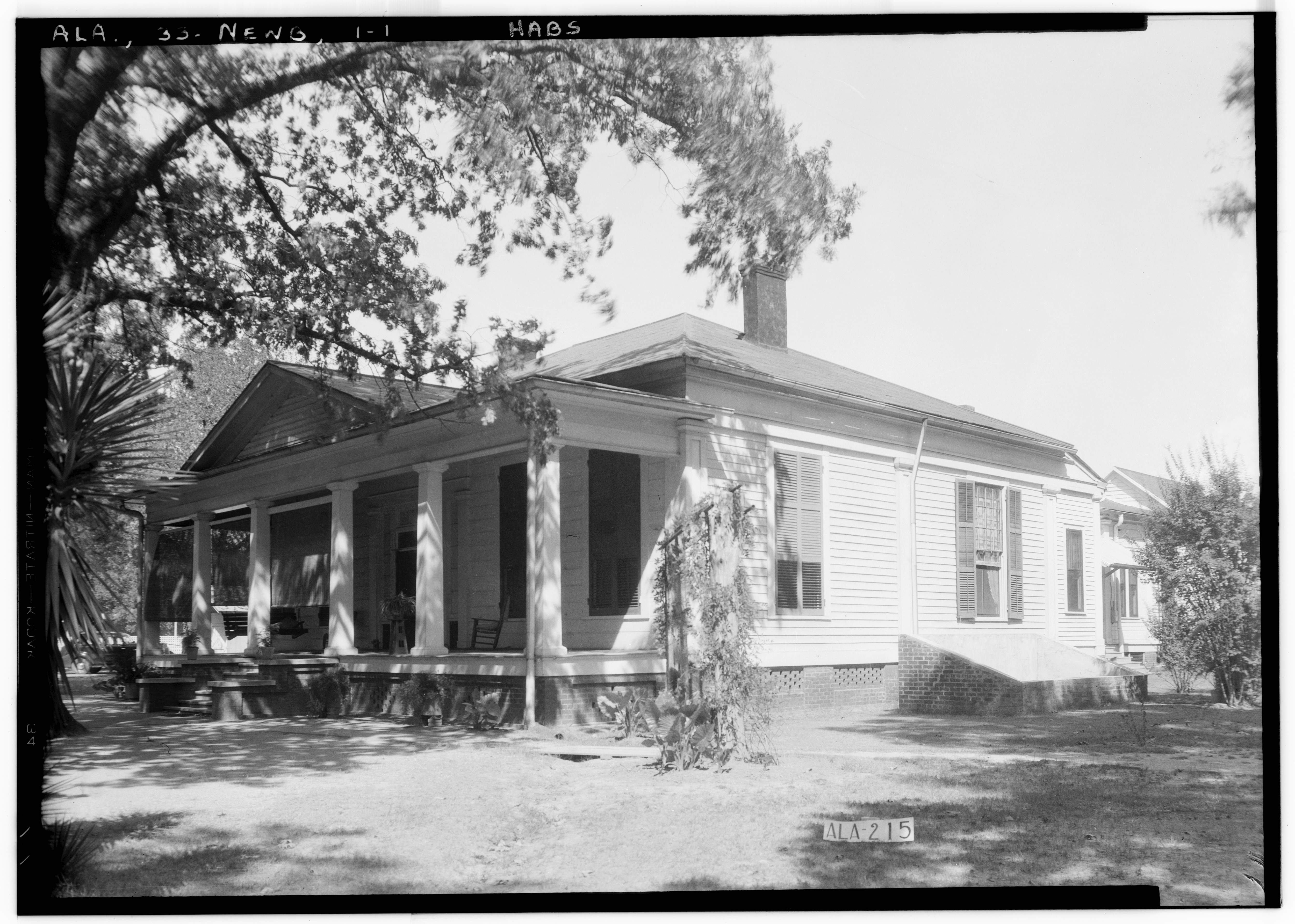